# Crazy (canção de Aerosmith)
"Crazy" é uma canção gravada pela banda americana Aerosmith, composta por Steven Tyler, Joe Perry e Desmond Child. Foi o último single a ser lançado do álbum imensamente popular do Aerosmith, Get a Grip, de 1993. A canção foi lançada como single em 1994, e chegou à 17ª posição da Billboard Hot 100, e 7º na parada Mainstream Rock Tracks.

## Sucesso
A canção foi a segunda melhor performance nas paradas de sucesso de todos os singles do álbum Get a Grip. "Crazy" também rendeu à banda o Grammy Award para Best Rock Performance by a Duo or Group with Vocal in 1994. Foi o segundo Grammy do álbum Get a Grip, e o terceiro da banda em sua história.
O videoclipe de "Crazy" foi escolhido 24º lugar na lista de 100 clipes de todos os tempos compilada pelo canal americano VH1.

## Videoclipe
O clipe da canção, dirigido por Marty Callner, foi muito exibido pela MTV, tanto pela matriz americana como por sua "filial" brasileira, a MTV Brasil, e foi um dos mais pedidos do ano de 1994. Foi a terceira aparição da atriz Alicia Silverstone nos clipes da banda, assim como o primeiro trabalho da carreira da filha do vocalista Steven Tyler, a então adolescente Liv Tyler. A decisão de escalá-la para o clipe de "Crazy" veio após seus criadores a terem visto num comercial da Pantene, sem qualquer conhecimento de que ela era filha de um dos integrantes da banda.[carece de fontes?]
O clipe assemelha-se muito a um filme, e mostra as duas atrizes como estudantes que matam a aula e fogem, dirigindo um Ford Mustang preto conversível. As duas utilizam-se de suas belas aparências para se aproveitar de um vendedor da loja de conveniências de um posto de gasolina, e, ao precisar de dinheiro, entram numa competição de dança para amadores. O clipe se destacou por suas cenas sexualmente sugestivas, e até mesmo ousadas, muitas das quais sugerem uma dose de lesbianismo entre as duas personagens. O videoclipe também mostra semelhanças entre os movimentos de Steven Tyler, no palco, e de sua filha Liv. Ao final, as duas vencem a competição de dança, e continuam sua fuga no dia seguinte, onde encontram um jovem fazendeiro arando uma plantação; convencem-no a se juntar a elas em suas jornadas, durante a qual mergulham sem roupa num lago e quase o abandonam. Os segundos finais do clipe mostram a palavra "Crazy", "louco(a)", grafada em letras cursivas, na plantação, pelo trator que era dirigido pelo fazendeiro. Após a aparição do trator, aparece o menino de Amazing pedindo carona e Alicia olha desconfiada, logo depois as duas começam a rir e o abandonam.
Uma versão do diretor do clipe, levemente alterada, aparece na compilação de clipes Big Ones You Can Look At.

## Legado
Apesar da canção ter trazido muito sucesso à banda em meados na década de 1990, e ter aparecido em diversas compilações, como Big Ones, A Little South of Sanity, O, Yeah! Ultimate Aerosmith Hits e Devil's Got a New Disguise, a banda raramente a executou durante suas constantes performances ao vivo nos anos que se seguiram. Apenas durante a turnê mundial realizada em 2007 é que a canção voltou ao set list da banda devido aos pedidos dos fãs.
A canção aparece no jogo Karaoke Revolution Party.

## Paradas
| Ano  | Parada                 | Posição |
| ---- | ---------------------- | ------- |
| 1994 | Mainstream Rock Tracks | 7       |
| 1994 | Billboard Hot 100      | 17      |
| 1994 | Top 40 Mainstream      | 7       |